# 吳國忠
吳國忠（1932年—2016年6月29日）是台灣太極拳家，鄭曼青之徒，中華神龍太極學會和國際神龍太極學會的創始人。早年曾為中華民國陸軍神龍成功蛙人隊隊長。

## 生平
吳國忠籍貫浙江平陽。年少從軍，後加入蛙人部隊，曾擔任神龍成功蛙人隊隊長，在9年的蛙人生涯內共突擊過大陸47趟。為第一期《革命軍》雜誌的封面人物。
退役後，拜鄭曼青為師，隨其學習太極拳五年。1975年鄭曼青去世後，吳國忠成立神龙武道馆。據《聯合報》報導，吳國忠曾經受邀訪問日本富山自衛隊特種基地，演示鄭子太極拳，基地隊長小川和武術教練齋藤先後向吳請求「印證」，皆被吳以太極拳擊退。1973年3月，美國紐約州警察局武術教官馬佛仁等三人拜吳國忠為師。
1988年，吳國忠成立国际神龙太极学会。1992年成立中華神龍太極學會。2001年於苗栗縣建神龙山庄。2016年6月29日，因罹患肺癌而在桃園市壢新醫院去世。

## 外部連結
- 中華神龍太極學會官網（页面存档备份，存于）